# حتار (سفينة)

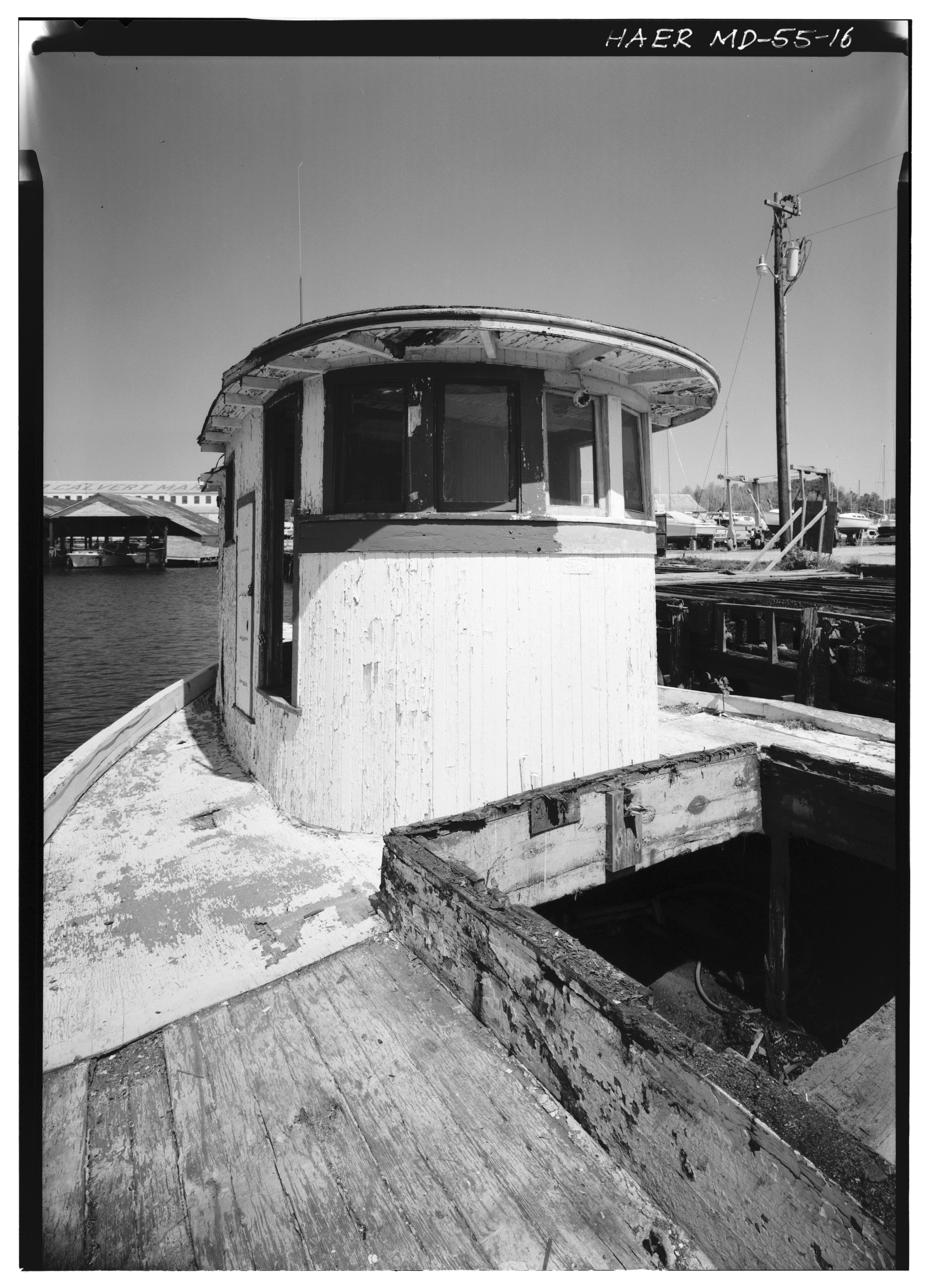

الحتار هو أي سطح رأسي على سفينة مصمم لحرف أو منع دخول الماء. عادة ما يتكون من قسم مرتفع من سطح السفينة يلف حول فتحة مثل فتحة البضائع . للحتار إطارٌ يتناسب مع غطاء الفتحة.
يُطلق على الصفائح المعدنية الواقية أو الطلاء الذي يحمي من دخول المياه إلى أعمدة التهوية في السفن الكبيرة اسم حتار لأنه يناسب هذا الغرض.